# Tuto (biskup)

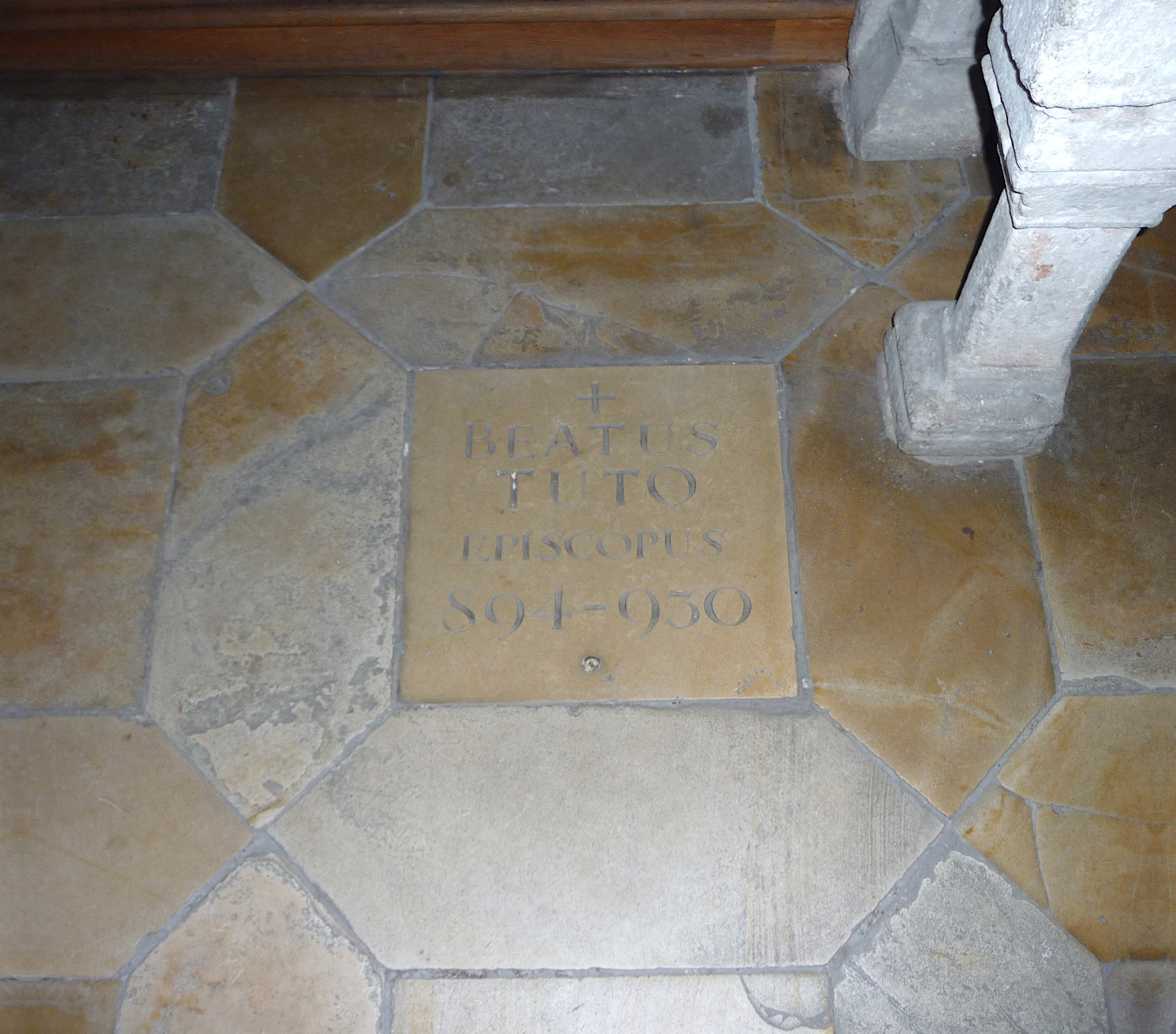
Náhrobek biskupa Tuta v kostele sv. Jimrama v Řezně

Blahoslavený Tuto (zemřel 10. října 930) byl devátý řezenský biskup. V čele řezenského biskupství stál v letech 893 až 930. Katolická církev ho uctívá jako blahoslaveného.

## Život
Sehrál velkou úlohu při pokřesťanštění Českého knížectví, které z pohledu církevní správy spadalo pod řezenské biskupství. V Praze zřídil archipresbyteriát, vedený knězem Pavlem a osazený mnichy z řezenského kláštera svatého Jimrama, jehož byl z titulu své funkce opatem.